# Národní univerzita v Inčchonu
Národní univerzita v Inčchonu (hangulem 인천대학교, Incheon National University, nebo také INU) je vysoká škola, která se nachází v jihokorejském přístavním městě Inčchon, nedaleko jihokorejské metropole Soul.
Univerzita se z velké části nachází v mezinárodní obchodní zóně (anglicky International Business District, IBD), známé také jako chytré město (anglicky smart city) Songdo, kam se v roce 2009 přesunula ze svého původního sídla v soulské čtvrti Donghwa-dong. Univerzitní kampus je v současnosti rozdělen do tří částí: Songdo kampus, Mičchuhol kampus a Čemulpcho kampus, který se nachází v Soulu.

## Historie
Univerzita byla původně založena již v roce 1979 jako technická vysoká škola (Technical College) a jejím prvním ředitelem se stal doktor Hjongkol Kim (korejsky 김형걸). Statut univerzity získala vysoká škola o několik let později, konkrétně v roce 1988. V březnu roku 1994 přijala škola nový název Inčchonská univerzita (Incheon University), pod kterým působila až do roku 2010.
V dubnu 2007 byla zahájena výstavba chytrého města Songdo, kde se univerzita dnes nachází. Výstavba obchodní zóny byla dokončena v červenci 2009, kdy se Songdo stalo novým sídlem univerzity. Rok po přesunu do nového kampusu byla univerzita v roce 2010 sloučena s Inčchonskou technickou univerzitou. V roce 2013 byl univerzitě přiznán titul národní univerzita.

## Studium

### Motto
Hlavním mottem univerzity je „INspiringU“.
Maskotem univerzity je lev, jehož hříva symbolizuje hořící pochodeň. Lev představuje charakteristiky a ideály studentů INU. Symbolizuje zapálení pro věc, odvahu a odhodlání čelit novým výzvám. Stejně jako nově nastupující studenti si i tento lev rád odpočine a hraje.

### Součásti univerzity
Národní univerzita v Inčchonu se skládá z 16 univerzitních součástí (hangulem 대학, anglicky college), které se následně dělí na 72 kateder spadajících do následujících oblastí bádání:
- Humanitní vědy
- Přírodní vědy
- Společenské vědy
- Obchod a veřejné služby
- Technické vědy
- Mezinárodní vztahy
- IT
- Umění a filozofie
- Vzdělávání
- Urbanistika
- Bioinženýrství
- Právo
- Studium severovýchodní Asie

### Organizace studia
Vysokoškolský systém v Jižní Koreji se od českého vzdělávacího systému liší převážně v důsledku amerického vlivu na řadu procesů v zemi, a také ve způsobu rozdělení studia na vysoké škole na pregraduální (anglicky undergraduate, v českém systému chápáno jako vzdělání na úrovní bakalářského studia) a postgraduální (anglicky graduate, odpovídající magisterskému a doktorskému studiu).
Jihokorejské vysoké školy se dělí na soukromé, státní nebo veřejné instituce. INU spadá mezi veřejné univerzity. Nabízí čtyřleté pregraduální studijní programy zakončené titulem bakaláře.
V současnosti univerzitu navštěvuje přibližně 13 000 studentů.